# 比利肯 (電影)
《比利肯》乃日本導演阪本順治在1996年執導的電影，乃以大阪府大阪市通天閣裡祭祀的比利肯為創作題材發想，繼《不要口出狂言（（日語）どついたるねん）》、《王手》等二部作品後的「新世界三部作」之三，該片曾獲第70屆電影旬報十佳獎最佳日本影片第9名。

## 劇情提要
為了2008年舉行的奧林匹克運動會，大阪新世界一帶的業者希望被推舉為候選地。不過新世界的指標觀光地點通天閣來客數逐年減少，甚至傳出可能面臨拆除的命運。於是通天閣觀光公司社長使出各種招睞客人的策略手段，但來客數絲毫不見好轉。
某日，公司職員魚里屋無意間發現了戰前遺失的第一代比利肯雕像。為了吸引客人的目光，社長將雕像置放於展望台，雕像內的封印也被解開。原本寄望比利肯雕像能多招徠觀光客，卻吸引地皮流氓和流浪漢前來許願。想不到他們的願望後來竟然實現，消息傳開後，吸引許多觀光客前來。

## 演員
- 比利肯：杉本哲太
- 江影：鴈龍太郎
- 月乃：山口智子
- 通天閣觀光公司社長：岸部一德
- 按摩師吉辰：泉谷茂
- 通天閣觀光公司專務：南方英二
- 通天閣觀光公司部長：國村隼
- 魚里屋：奥田智彥
- 町內會會長：牧冬吉
- 自言自語的老人：原田芳雄
- 通天閣商店的老婆婆：石井富子
- 流浪漢：笑福亭松之助

## 拍攝製作人員
- 導演：阪本順治（日语：阪本順治）
- 劇本：阪本順治、豐田利晃
- 音樂：TEN-GU
- 攝影：笠松則通
- 剪接：高島健一

## 內部連結
- 比利肯

## 外部連結
- （日語）allcinema: ビリケン(1996) （页面存档备份，存于）